# Ayana Walker
Ayana D'Nay Walker (Houston, 10 settembre 1979) è un'ex cestista statunitense.
Ala forte di 191 cm, ha giocato come professionista nella WNBA e in Europa con le maglie di BF Copenhagen, Tarbes Gespe Bigorre e Trogylos Priolo.

## Carriera
Nel 2002-03 ha disputato la Europe Cup for Women con le danesi del Copenhagen ed è poi tornata a giocare la stessa competizione con le francesi di Tarbes nel 2006-07. Nel 2009-10 ha disputato cinque partite con Priolo in Serie A1 italiana.
Ha giocato anche nella WNBA con Detroit e Charlotte.

## Palmarès
- Campionessa WNBA (2003)

## Statistiche

### Presenze e punti nei club
Statistiche aggiornate al 30 giugno 2010
| Stagione        | Squadra              | Competizione | Partite | Partite | Partite | Statistiche tiro | Statistiche tiro | Statistiche tiro | Altre statistiche | Altre statistiche | Altre statistiche | Altre statistiche | Altre statistiche |
| Stagione        | Squadra              | Competizione | Pres.   | Titol.  | Minuti  | Tiri da 2        | Tiri da 3        | Liberi           | Rimb.             | Assist            | Rubate            | Stopp.            | Punti             |
| --------------- | -------------------- | ------------ | ------- | ------- | ------- | ---------------- | ---------------- | ---------------- | ----------------- | ----------------- | ----------------- | ----------------- | ----------------- |
| 2009-2010       | Erg Power&Gas Priolo | Serie A1     | 5       | 0       | 88      | 11/23            | 0                | 1/10             | 19                | 0                 | 8                 | 5                 | 23                |
| Totale carriera |                      |              |         |         |         |                  |                  |                  |                   |                   |                   |                   |                   |